# Alexe Procopovici
Alexe Procopovici (n. 14 martie 1884, Cernăuți – d. 22 iunie 1946, Cluj) a fost un lingvist și filolog român.

## Biografie
După absolvirea Liceului „Aron Pumnul” din Cernăuți, urmează cursurile Facultății de Litere din același oraș, avându-l ca profesor pe Sextil Pușcariu. Din 1906 până în 1919 funcționează ca profesor la Gimnaziul Superior de Stat din Cernăuți (devenit ulterior Liceul „Aron Pumnul”, azi Liceul „Mihai Eminescu”), cu o pauză de un an, în 1909/1910, la Liceul din Siret. În 1919 devine agregat la Catedra de limba și literatura română a Universității din Cernăuți, devenită vacantă prin plecarea lui Sextil Pușcariu la Cluj. Își susține doctoratul în 5 iunie 1919, fiind ales, în același timp, membru corespondent al Academiei Române, la propunerea mentorului său. Această alegere va declanșa contestații din partea lui Ovid Densusianu, susținătorul lui Ion Aurel Candrea, precum și din partea lui Eugen Lovinescu, care îl va ataca într-un pamflet intitulat Alexe Procopovici sau „Omul care n-a scris nimic”. Socotindu-l, în recomandarea sa, drept „cel mai de seamă filolog pe care îl are Bucovina”, Sextil Pușcariu dorea ca prin alegerea lui Procopovici în forul academic să-și găsească reprezentarea toate provinciile românești. Colaborarea dintre Pușcariu și Procopovici se materializase deja, în 1914, prin publicarea împreună a Cazaniei a II-a a lui Coresi din 1581, una dintre primele ediții critice de la noi realizată prin metoda transcrierii interpretative. Ulterior, Procopovici va deveni, în 1938, profesor titular la Universitatea din Cluj, succedându-i, din 1940, lui Sextil Pușcariu la Catedra de limba română și dialectele ei, precum și la conducerea Muzeului Limbii Române. A scris studii de fonetică-fonologie, lingvistică generală, gramatică și filologie în „Revista filologică”, pe care a întemeiat-o la Cernăuți, „Făt-Frumos”, „Dacoromania” și în alte publicații ale vremii. A mai publicat în 1932 o ediție a Cronicii lui Ion Neculce, reeditată în 1936 și 1942. În 1945 este internat câteva luni de comuniști în Lagărul de la Târgu Jiu, unde se îmbolnăvește. Figură controversată, Procopovici a rămas ca un cercetător „meticulos, ager pentru problemele filologice, insistent când ceva a rămas neclar și cu dragoste de lucru”.

## Lucrări publicate
- Introducere în studiul literaturii vechi, Cernăuți, Institutul de Arte Grafice și Editură „Glasul Bucovinei”, 1922.
- Introducere în studiul literaturii vechi, ediție, prefață și note  de Dan Horia Mazilu, București, Fundația Națională pentru Știință și Artă & Institutul de Istorie și Teorie Literară „G. Călinescu”, 2006.
- Mic tratat de lingvistică generală, Cernăuți, Editura „Revistei filologice”, 1930.

## Afilieri
- Membru corespondent al Academiei Române (1919)

## Premii
- Premiul „I. Heliade Rădulescu” al Academiei Române (1930)